# Jan de Rooy (verzetsstrijder)
Jan de Rooy, eigenlijk Jan Hendrik de Rooij (Sprang, 20 augustus 1923 – Amsterdam, 6 januari 1945), was een verzetsstrijder uit Sprang, die eind 1944 door de Duitsers werd opgepakt en in Amsterdam werd gefusilleerd.

## Voorgeschiedenis
Eind 1944 was Nederland voor de helft bevrijd. De geallieerden lagen ten zuiden van de Merwede en de Maas. Het Land van Heusden en Altena was bezet gebied, Sprang-Capelle aan de overkant was reeds bevrijd. De Duitsers begonnen op 16 december het Ardennenoffensief. Tevens trokken ze zich in het Land van Heusden en Altena samen met 16.000 manschappen om een doorsteek te maken, een tweede front om de haven van Antwerpen weer in te nemen. Uiteindelijk is dat niet doorgegaan, vermoedelijk wegens het mislukken van het Ardennenoffensief. De Canadezen hadden Noord-Brabant bevrijd, samen met Poolse divisies. Een Canadese divisie had zich rondom Oirschot en Boxtel teruggetrokken om bij te komen.

## Oorlogsdaden van De Rooy
Jan de Rooy, arbeider in een schoenfabriek, sloot zich aan bij "Groep André", een lokale verzetsorganisatie. Om ervoor te zorgen dat de geallieerden op de hoogte waren van wat er zich achter het front afspeelde, werden twee spionnen met zender naar het land van Heusden en Altena gestuurd. Een van hen was De Rooy. Zij hadden direct radiocontact met de zender op de zolder van het oude raadhuis van Capelle.
De Rooy verbleef bij een bekende in Dussen en deed zich voor als boerenknecht. Op de zolder van de schuur van de boerderij werd de zender verborgen. Daarmee seinde hij gegevens van het Duitse front en de troepen door naar Capelle. Zo werd bevestigd dat er een grote troepenmacht werd samengesteld in het Land van Heusden en kon hij de precieze locaties van de geschutstellingen doorgeven. Deze werden systematisch gebombardeerd. De Duitsers gingen daardoor op onderzoek uit en vonden uiteindelijk de zender op zolder. Het boerengezin en een toevallige bezoeker werden tegen de muur gezet, de Duitsers dreigden hen ter plekke te fusilleren. De Rooy gaf zich toen aan, reden voor de Duitsers om de gijzelaars vrij te laten. Hij werd gevangengezet en naar Amsterdam gebracht. Daar bleef hij zwijgen onder verscheidene verhoren. Hij is op 6 januari 1945 gefusilleerd.

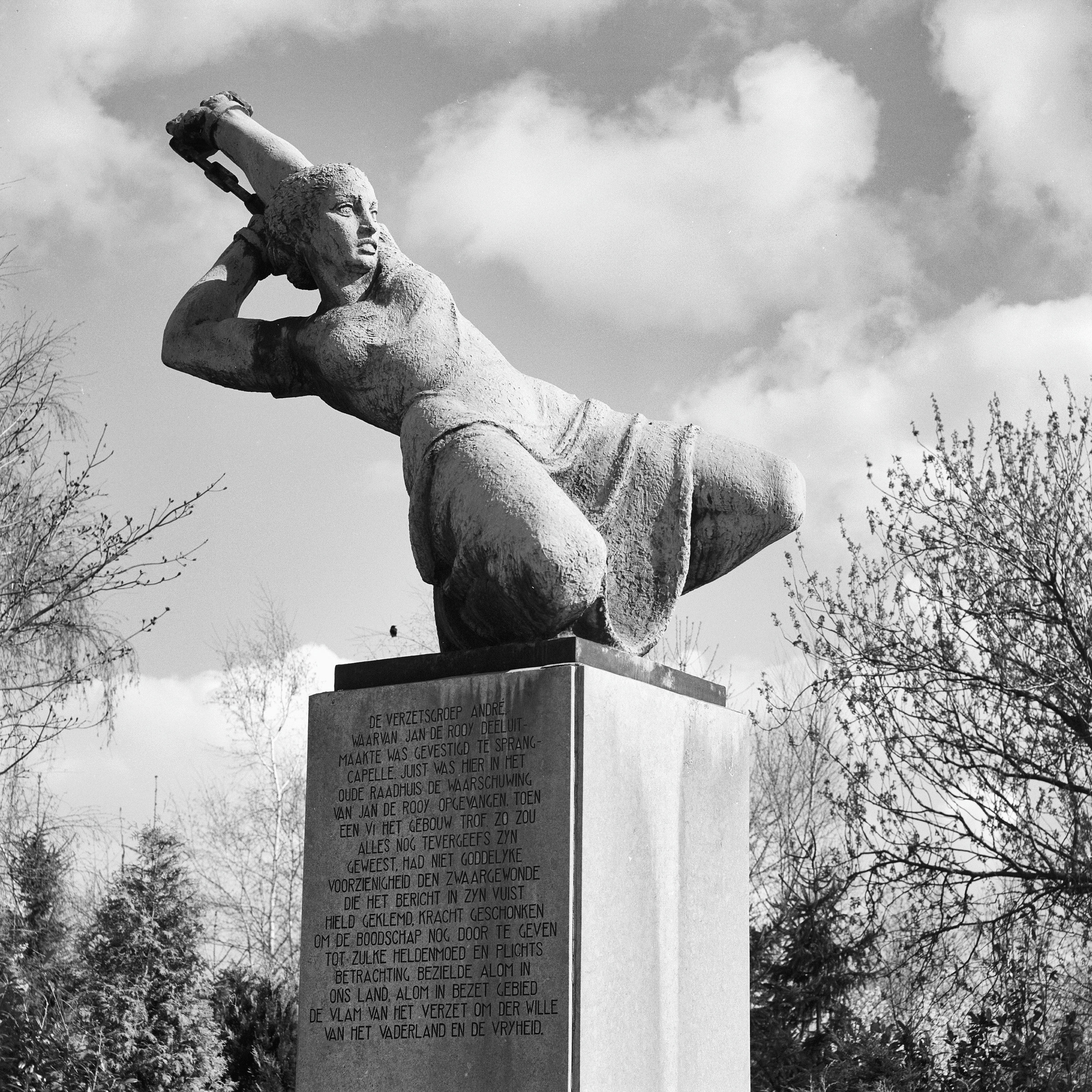
Monument Jan de Rooy in 1994

## Onderscheiding
Op 20 januari 1953 kende koningin Juliana postuum de dapperheidsonderscheiding de Bronzen Leeuw aan De Rooy toe.

## Gedenkingen
- Een half jaar na zijn dood, op 7 juli 1945, werd het stoffelijk overschot van De Rooy met militaire eer herbegraven op de algemene begraafplaats aan de Tilburgseweg in Sprang. Het grafmonument is voorzien van een kunstwerk ter nagedachtenis aan zijn verzetswerk.[3]
- In 1947 werd in Sprang een padvindersgroep opgericht. Deze kreeg, na eerst toestemming aan De Rooys moeder te hebben gevraagd, de naam van de verzetsstrijder. De groep had de naam "Jan de Rooijgroep", later werd dat gemoderniseerd tot "Scouting Jan de Rooij".
- Aan de Tilburgseweg in Sprang, ongeveer één kilometer ten noorden van de eerder genoemde begraafplaats, staat het monument voor Jan de Rooy, dat in 1954 werd opgericht. Dit monument herdenkt De Rooy in het bijzonder maar ook "Groep André" in het algemeen.
- In Sprang bevindt zich de Jan de Rooystraat. Ook in Waalwijk, Kaatsheuvel, Dongen, Vlaardingen en Oss zijn straten naar De Rooy vernoemd. In Waalwijk, aan de Burgemeester Moonenlaan, tegenover de Jan de Rooystraat, vindt u ook een monument van Jan de Rooy.

## Mythen
Over De Rooy wordt wel gezegd dat hij de redder was van Brabant. Echter: de geallieerden waren al eerder op de hoogte van de samengetrokken troepenmacht, het bericht van De Rooy bevestigde dit alleen. Wel redde hij het boerengezin het leven. Ook zou hij volgens de verhalen achter een wagen naar Amsterdam zijn gesleept; dit is een verhaal dat nergens wordt bevestigd.

## Trivia
- De achternaam wordt vaak als "De Rooy" geschreven, zoals op zijn graf, op het herdenkingsmonument in Sprang en in straatnamen. Uit de archieven van de burgerlijke stand blijkt echter dat zijn naam met een ij wordt geschreven, dus "De Rooij".[1]